# Mate de la coz
|    |    |    |    |    |       |       |       |       |  |
|    | a8 | b8 | c8 | d8 | e8    | f8    | g8 rd | h8 kd |  |
| a7 | b7 | c7 | d7 | e7 | f7 nl | g7 pd | h7 pd |       |  |
| a6 | b6 | c6 | d6 | e6 | f6    | g6    | h6    |       |  |
| a5 | b5 | c5 | d5 | e5 | f5    | g5    | h5    |       |  |
| a4 | b4 | c4 | d4 | e4 | f4    | g4    | h4    |       |  |
| a3 | b3 | c3 | d3 | e3 | f3    | g3    | h3    |       |  |
| a2 | b2 | c2 | d2 | e2 | f2    | g2    | h2    |       |  |
| a1 | b1 | c1 | d1 | e1 | f1    | g1    | h1 kl |       |  |
|    |    |    |    |    |       |       |       |       |  |

|    |       |    |    |    |    |       |       |       |  |
|    | a8    | b8 | c8 | d8 | e8 | f8    | g8    | h8 kd |  |
| a7 | b7    | c7 | d7 | e7 | f7 | g7 pd | h7 pd |       |  |
| a6 | b6    | c6 | d6 | e6 | f6 | g6 nl | h6    |       |  |
| a5 | b5    | c5 | d5 | e5 | f5 | g5    | h5    |       |  |
| a4 | b4    | c4 | d4 | e4 | f4 | g4    | h4    |       |  |
| a3 | b3 bl | c3 | d3 | e3 | f3 | g3    | h3    |       |  |
| a2 | b2    | c2 | d2 | e2 | f2 | g2    | h2 ql |       |  |
| a1 | b1    | c1 | d1 | e1 | f1 | g1    | h1 kl |       |  |
|    |       |    |    |    |    |       |       |       |  |

En ajedrez, el mate de la coz es un jaque mate en el que el caballo ataca al rey contrario, que no puede escapar de la amenaza al encontrarse rodeado por sus propias piezas. 
Suele producirse en una esquina del tablero, ya que allí son necesarias menos piezas para rodear al rey. El tipo más habitual de mate de la coz se produce mediante un jaque doble de caballo y dama, a lo que sigue el sacrificio de la dama y el mate de la coz del caballo, aunque existen otras posibilidades.
|       |    |       |       |       |       |       |       |       |  |
|       | a8 | b8    | c8    | d8    | e8 rd | f8    | g8    | h8 kd |  |
| a7    | b7 | c7 pd | d7 rl | e7 pl | f7    | g7 pd | h7 pd |       |  |
| a6    | b6 | c6 pd | d6    | e6    | f6    | g6    | h6    |       |  |
| a5 pd | b5 | c5    | d5    | e5    | f5 pd | g5 nl | h5    |       |  |
| a4    | b4 | c4 ql | d4    | e4    | f4    | g4 nd | h4    |       |  |
| a3 qd | b3 | c3    | d3    | e3    | f3    | g3 pl | h3    |       |  |
| a2 pl | b2 | c2    | d2    | e2 pl | f2 pl | g2    | h2 pl |       |  |
| a1    | b1 | c1    | d1    | e1    | f1    | g1 kl | h1    |       |  |
|       |    |       |       |       |       |       |       |       |  |

Para que un mate de la coz de este tipo suceda en una partida, normalmente hace falta sacrificar material para obligar a las piezas a encerrar a su propio rey. Un método muy frecuente es el ejemplo que se produjo en la partida entre Jan Timman (blancas) y Nigel Short (negras) en el torneo de Tilburg de 1990. Desde la posición del diagrama, el juego continuó 27.Cf7+ Rg8 28.Ch6+ Rh8 29.Dg8+ Txg8 30.Cf7#. El procedimiento es: jaque con el caballo, después apartar el caballo con jaque doble de dama y caballo, seguido de sacrificio de la dama para forzar a la torre a colocarse junto al rey y por último mate con el caballo. 
Esta técnica es tan habitual que tiene su propio nombre: mate de Lucena, ya que se describe por vez primera en el tratado Repetición de Amores e Arte de Axedrez, publicado en Salamanca en 1497 por Luis Ramírez de Lucena. Durante el siglo XIX se conoció como mate de Philidor (en honor a François-André Danican Philidor), un error histórico pues no tiene ninguna relación con el campeón francés.
A veces, el mate de la coz puede producirse en la apertura de una partida. Uno de los más famosos y que ocurren más a menudo se produce en el Gambito Budapest. Surge tras 1.d4 Cf6 2.c4 e5 3.dxe5 Cg4 4.Af4 Cc6 5.Cf3 Ab4+ 6.Cbd2 De7 7.a3 Cgxe5 8.axb4?? Cd3#. Es de notar que el caballo no puede ser capturado debido a que el peón de e2 se encuentra clavado. Otro ejemplo notable es el que se produce en el gambito llamado "del chelín de Blackburne" (que lleva ese nombre porque cuentan que el jugador inglés del siglo XIX Joseph Henry Blackburne lo utilizaba para sacar los chelines a los aficionados). La secuencia de jugadas es: 1.e4 e5 2.Cf3 Cc6 3.Ac4 Cd4?! 4.Cxe5!? Dg5! 5.Cxf7?? Dxg2 6.Tf1 Dxe4+ 7.Ae2 Cf3#. También existe una conocida celada en la Defensa Caro-Kann: 1.e4 c6 2.d4 d5 3.Cc3 dxe4 4.Cxe4 Cd7 5.De2!? Cgf6?? 6.Cd6#. Esta celada se ha cobrado muchas víctimas, siendo quizá el ejemplo más antiguo la partida entre Alekhine-Cuatro Aficionados, exhibición de simultáneas, Palma de Mallorca (1935).
Otro ejemplo de mate de la coz similar en la práctica magistral se produjo en la partida entre Edward Lasker (blancas) y Israel Horowitz (negras) en Nueva York (1946) que se desarrolló del siguiente modo: 1.d4 Cf6 2.Cf3 d5 3.e3 c5 4.c4 cxd4 5.Cxd4 e5 6.Cf3 Cc6 7.Cc3 d4 8.exd4 exd4 9.Cb5 Ab4+ 10.Ad2 0-0 11.Axb4 Cxb4 12.Cbxd4 Da5 13.Cd2 De5+ 14.Ce2 Cd3#.

## Referencias

Ejemplo de mate de coz.